# Rue Duquesne
La rue Duquesne est une rue située dans le 6e arrondissement de Lyon, en France. Elle est nommée ainsi en hommage à Abraham Duquesne.

## Présentation
La rue Duquesne traverse le 6e arrondissement dans le sens est-ouest. Elle est à double sens entre le quai de Serbie à l'ouest et le boulevard des Belges à l'est. Elle est l'une des rues les plus larges de l'arrondissement. Une bande d'arbres sépare les voies à double sens. À l'instar de la Rue de la Paix, sa dénomination constitue une contrepèterie.

## Histoire

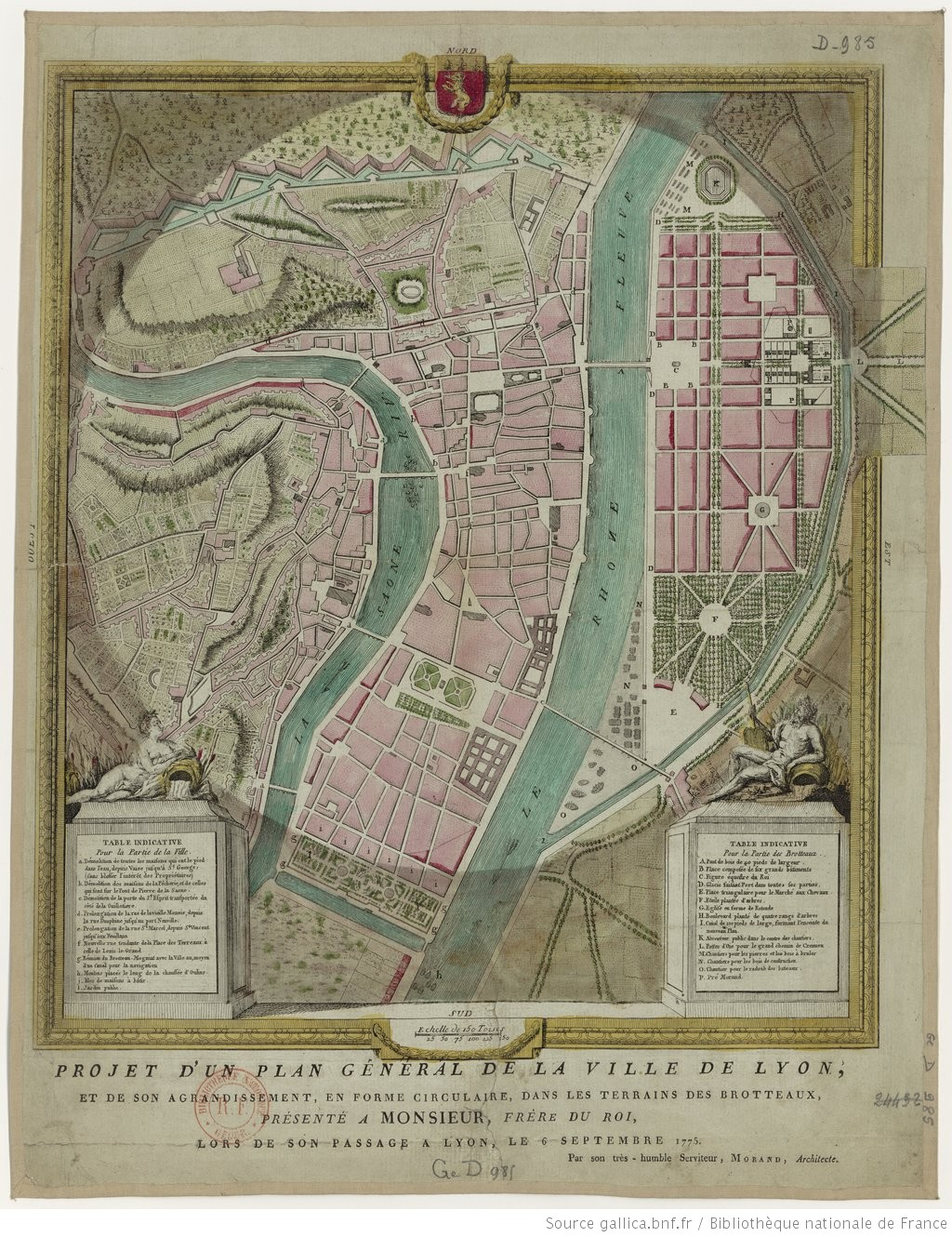
Plan d'agrandissement de Lyon de 1775 par Jean-Antoine Morand.

Dans le plan d'urbanisation de la rive du gauche de l'architecte et urbaniste Jean-Antoine Morand (1727-1794), la future rue Duquesne constitue la plus septentrionale des rues de la trame viaire du projet, en bordure des lones à l'emplacement du parc de la Tête-d'Or. Le nom actuel apparaît sous la monarchie de Juillet pour honorer un militaire illustre, de la même façon qu'une perpendiculaire est nommée rue Duguesclin.

## Lieux remarquables
- Numéro 17 : l'immeuble qui appartient alors aux Jésuites et abrite un foyer pour lycéens, est un haut lieu de la Résistance pendant Seconde Guerre mondiale[3]. Son directeur, P. Léon Chaine, y crée dans son bureau au premier étage au-dessus de la porte, un réseau de résistants, à l'instigation du service américain de l'OSS et par l'intermédiaire d'un ancien membre de la compagnie de Jésus, Jacques Alziary de Roquefort[3]. Ce réseau compte jusqu'à sept ou huit cents membres dont une plus d'une cinquantaine sont morts pour la France[3].
- Numéro 35 : immeuble construit par Antonin Chomel en 1936 [4]
- Numéro 45 : plaque commémorative au résistant Joseph Longarini[5].
- Numéros 64-68 : le théâtre d'été L'Olympia s'y trouvait.
- Numéro 72 : La mère Fillioux, formatrice de la mère Brazier et créatrice de la recette de la « poularde demi-deuil », y avait son restaurant.

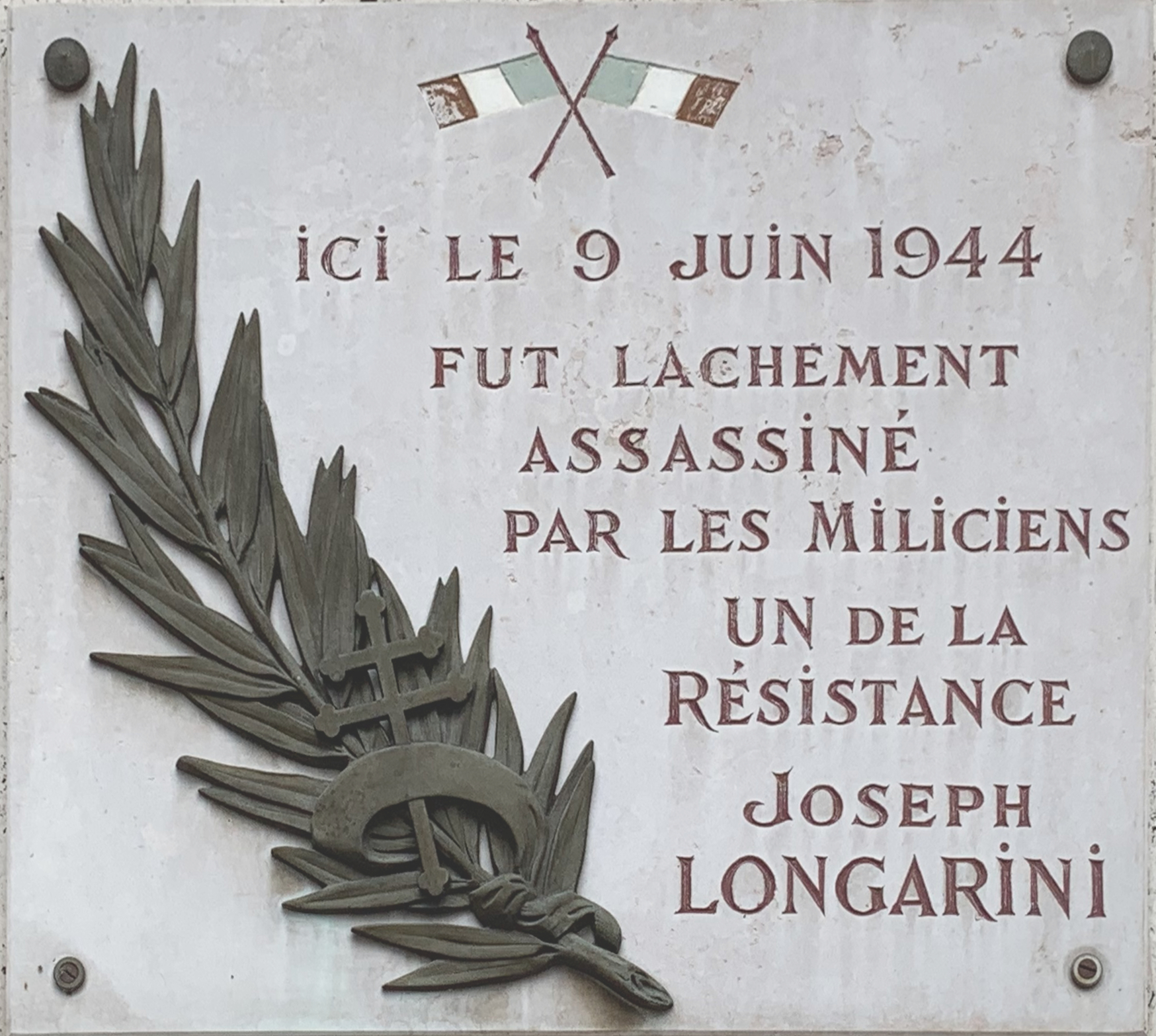
Plaque en hommage à Joseph Longarini.
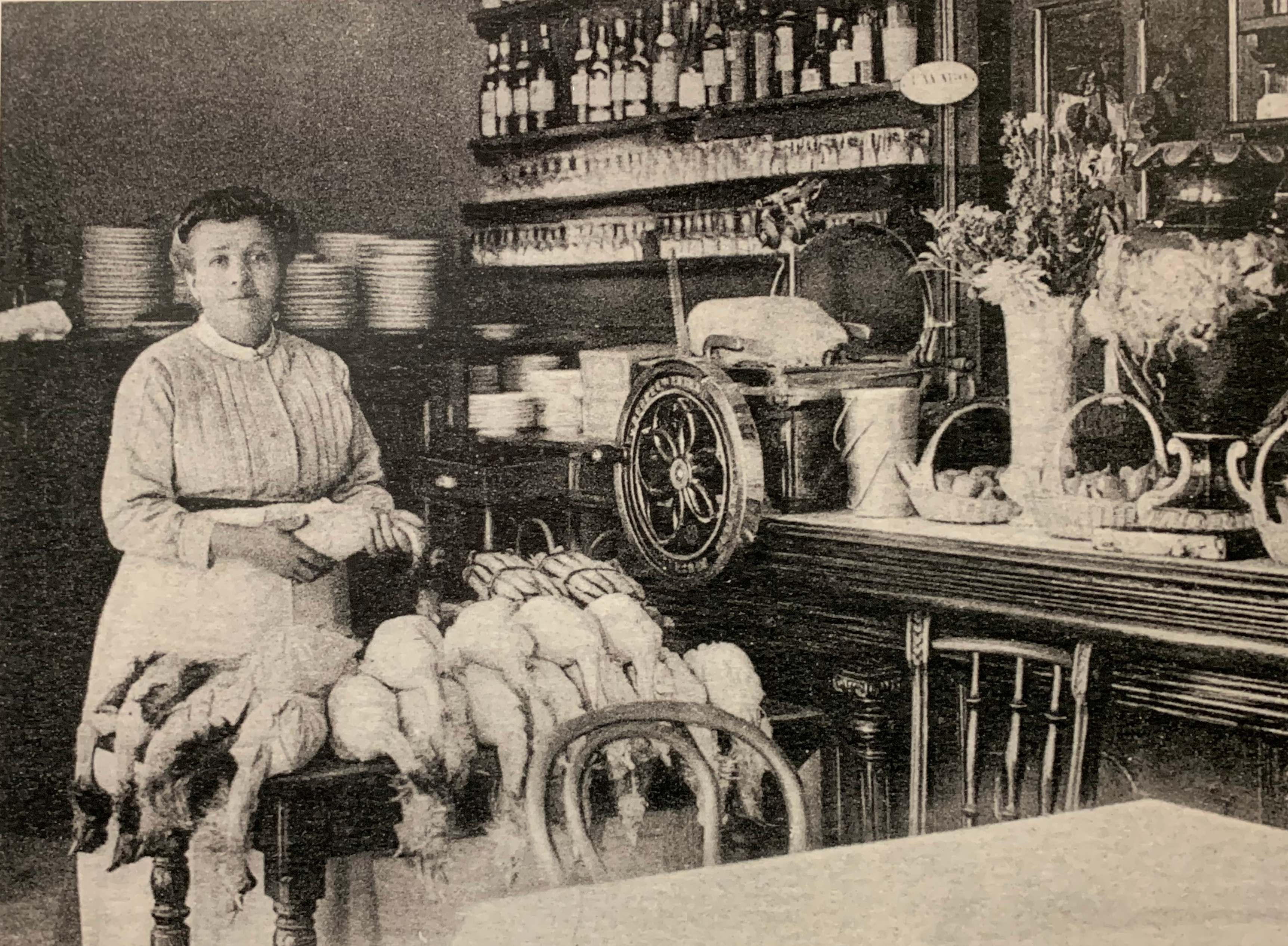
Françoise Fayolle dans son restaurant, rue Duquesne.
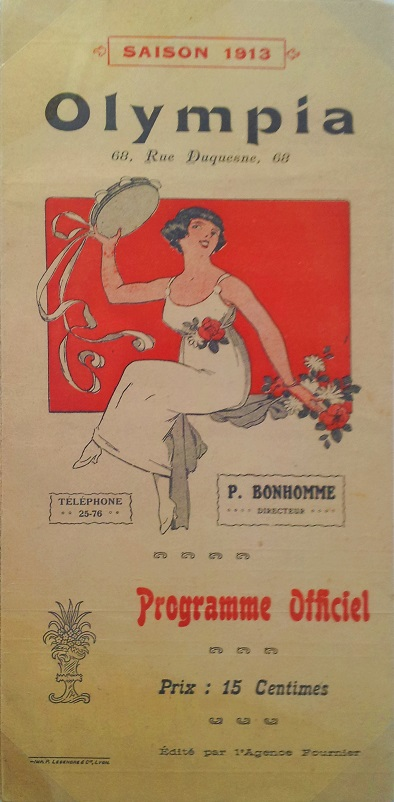
Programme de L'Olympia (1913).
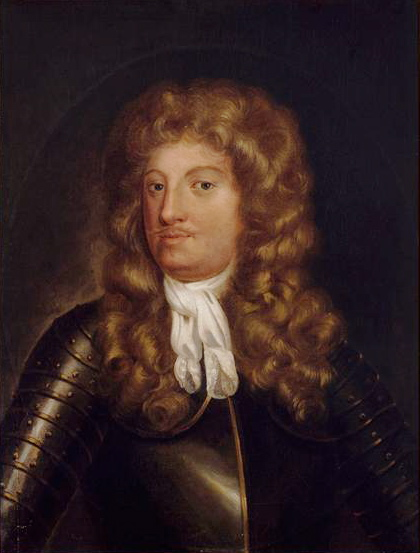
Abraham Duquesne (1610-1688).